# 自攻螺絲

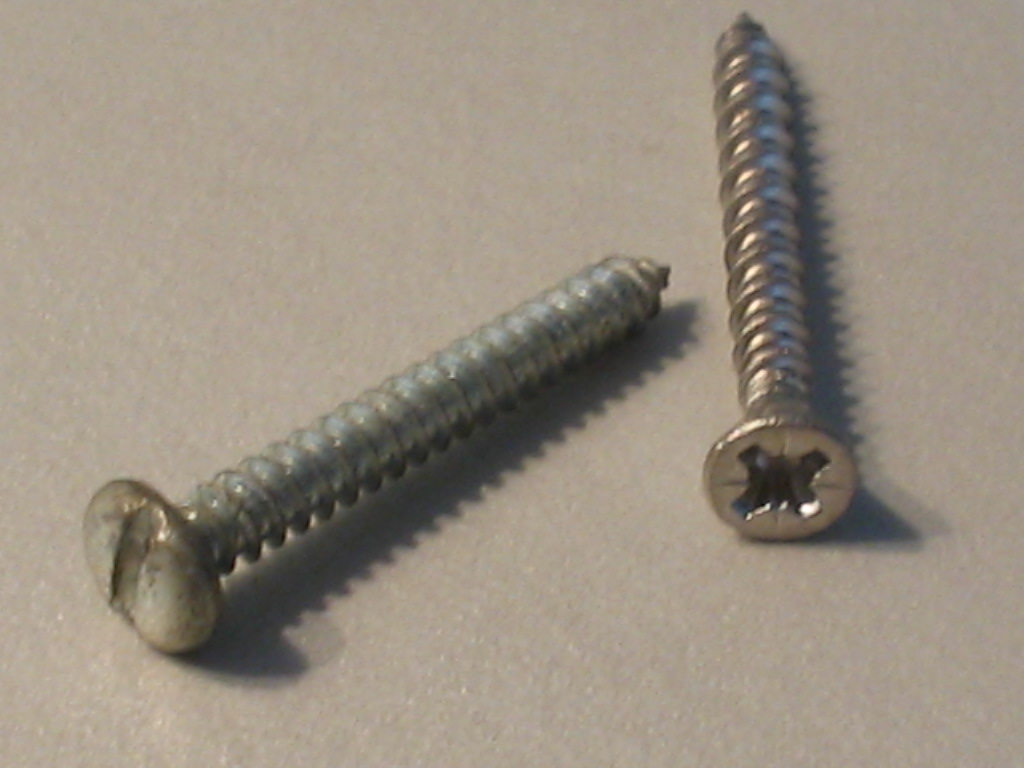
兩個自攻螺釘，帶有不同的頭部

自攻螺絲（self-tapping screw）是一種可以不須先鑽孔就可以自己攻螺紋的螺絲。對於諸如金屬或硬塑料的硬質基底，自攻螺絲通過在螺絲上的螺紋的連續性中切割間隙而產生，從而產生類似於螺紋上的螺紋。因此，普通的螺絲不能在金屬基板中敲擊其自身的孔，但是自攻螺絲可以（在基板硬度和深度的合理限度內）。對於諸如木材或軟塑料的較軟基材，自攻螺絲能力可以簡單地從逐漸變細至內緣點的尖端（其中不需要凹槽）發生。類似於釘子或金屬釘的尖端，這樣的點通過周圍材料的位移而不是任何形成切屑的鑽孔/切割/抽真空動作來形成孔。
這意味著，除了前螺紋中的龍頭狀槽口之外，還具有初級鑽狀凹槽末端，其看起來非常類似於末端的中心鑽。自攻螺絲將鑽孔、攻絲和安裝動作合而為一; 因此它們在從組裝線到屋頂的各種硬基板應用中非常有效。
自攻螺絲用於從DIY木工到手術的各種應用。 許多牙科植入物和矯形骨螺釘是用於外科手術的自攻螺釘的實例。

## 應用
自攻螺釘用於各種應用，從DIY木工到手術。許多牙科植入物和骨科骨螺釘是外科手術中使用的自攻螺釘的例子。

## 外部連結
- "Hold Everything", February 1946, Popular Science bottom of page 151